# Léna
Léna este un sat situat în partea de sud-vest a statului Burkina Faso, în regiunea Hauts-Bassins. Este reședința provinciei Houet. La recensământul din 2006, Léna avea 4.358 locuitori.